# Alen Krasnici
Alen Krasnici, född 20 september 1992, är en svensk fotbollsspelare som spelar för Bergdalens IK. Han har under större delen av sin karriär spelat för Norrby IF. Krasnici har även spelat för Borås AIK i Svenska Futsalligan.

## Karriär
Krasnicis moderklubb är SK Winno. Han spelade även ungdomsfotboll i IF Elfsborg och Kronängs IF. Som 16-åring gick Krasnici till Norrby IF. Krasnici debuterade för A-laget i division 2 den 29 augusti 2009 i en 3–0-vinst över Melleruds IF, där han blev inbytt i den 77:e minuten mot Nino Osmanagic. 2011 lånades Krasnici ut till division 3-klubben Sandareds IF.
I januari 2016 skrev Krasnici på ett ettårskontrakt med norska Brumunddal. Den 1 augusti 2016 återvände Krasnici till Norrby IF, där han skrev på ett kontrakt säsongen ut. I december 2016 förlängde Krasnici sitt kontrakt med två år. I november 2018 förlängde han återigen sitt kontrakt med två år. I februari 2021 förlängde Krasnici sitt kontrakt i Norrby med ett år. Efter säsongen 2021 lämnade han klubben.
Inför säsongen 2022 blev Krasnici klar för spel i division 3-klubben Bergdalens IK.

## Karriärstatistik
| Klubb              | Säsong             | Liga                          | Liga    | Liga | Nationell cup | Nationell cup | Övrigt  | Övrigt | Totalt  | Totalt |
| Klubb              | Säsong             | Division                      | Matcher | Mål  | Matcher       | Mål           | Matcher | Mål    | Matcher | Mål    |
| ------------------ | ------------------ | ----------------------------- | ------- | ---- | ------------- | ------------- | ------- | ------ | ------- | ------ |
| Norrby IF          | 2009               | Division 2 Mellersta Götaland | 1       | 0    | 0             | 0             | —       | —      | 1       | 0      |
| Norrby IF          | 2010               | Division 1 Södra              | 3       | 0    | 0             | 0             | —       | —      | 3       | 0      |
| Norrby IF          | 2011               | Division 1 Södra              | 1       | 0    | 0             | 0             | —       | —      | 1       | 0      |
| Norrby IF          | 2012               | Division 1 Södra              | 14      | 6    | 0             | 0             | —       | —      | 14      | 6      |
| Norrby IF          | 2013               | Division 2 Västra Götaland    | 19      | 14   | 2             | 0             | —       | —      | 21      | 14     |
| Norrby IF          | 2014               | Division 1 Södra              | 18      | 7    | 2             | 1             | —       | —      | 20      | 8      |
| Norrby IF          | 2015               | Division 1 Södra              | 25      | 8    | 5             | 3             | —       | —      | 30      | 11     |
| Norrby IF          | Totalt             | Totalt                        | 81      | 35   | 9             | 4             | —       | —      | 90      | 39     |
| Sandareds IF (lån) | 2011               | Division 3 Mellersta Götaland | 6       | 2    | 0             | 0             | —       | —      | 6       | 2      |
| Brumunddal         | 2016               | 2. divisjon                   | 11      | 1    | 1             | 0             | —       | —      | 12      | 1      |
| Norrby IF          | 2016               | Division 1 Södra              | 11      | 1    | 0             | 0             | 2       | 1      | 13      | 2      |
| Norrby IF          | 2017               | Superettan                    | 16      | 0    | 1             | 0             | —       | —      | 17      | 0      |
| Norrby IF          | 2018               | Superettan                    | 22      | 2    | 4             | 0             | —       | —      | 26      | 2      |
| Norrby IF          | 2019               | Superettan                    | 30      | 1    | 3             | 0             | —       | —      | 33      | 1      |
| Norrby IF          | 2020               | Superettan                    | 30      | 3    | 1             | 0             | —       | —      | 31      | 3      |
| Norrby IF          | 2021               | Superettan                    | 0       | 0    | 0             | 0             | —       | —      | 0       | 0      |
| Norrby IF          | Totalt             | Totalt                        | 109     | 7    | 9             | 0             | 2       | 1      | 120     | 8      |
| Bergdalens IK      | 2022               | Division 3 Mellersta Götaland | 18      | 11   | 0             | 0             | —       | —      | 18      | 11     |
| Bergdalens IK      | 2023               | Division 3 Mellersta Götaland | 19      | 14   | 0             | 0             | —       | —      | 19      | 14     |
| Bergdalens IK      | 2024               | Division 2 Västra Götaland    | 10      | 3    | 0             | 0             | —       | —      | 10      | 3      |
| Bergdalens IK      | Totalt             | Totalt                        | 47      | 28   | 0             | 0             | —       | —      | 47      | 28     |
| Totalt i karriären | Totalt i karriären | Totalt i karriären            | 254     | 73   | 19            | 4             | 2       | 1      | 275     | 78     |

1. ↑  Uppflyttningskvalmatcher mot Assyriska FF.[13][14]